# 格雷泽尔
格雷泽尔（法語：Grézels）是法国洛特省的一个市镇，属于卡奥尔区（Cahors）皮伊莱韦屈埃县（Puy-l'Évêque）。该市镇总面积10.79平方公里，2009年时的人口为229人。

## 人口
格雷泽尔人口变化图示